# Westby (Wisconsin)
Westby – miasto w hrabstwie Vernon w stanie Wisconsin w Stanach Zjednoczonych, położone pomiędzy rzekami Mississippi i Kickapoo. Obecnie zamieszkuje je 2200 osób.
Pierwszymi mieszkańcami tego regionu byli Indianie z plemienia Winnebago. Rdzenni mieszkańcy szybko jednak ustąpili miejsca norweskim imigrantom, którzy przybyli na to miejsce w 1848 roku. W 1920 roku miejscowość uzyskała prawa miejskie.
Turyści odwiedzają tę miejscowość nie tylko dla skoczni Snowflake (K106), ale także licznych atrakcji, takich jak spływy kajakowe, kursy wędkowania, możliwość polowań oraz zwiedzanie jednej z największych osad sekty amiszów.